# Seez
Cet article possède des paronymes, voir Sée et Sées.
Pour les articles homonymes, voir Séez (homonymie).
La Seez est une rivière coulant dans l'est de la Suisse. Elle prend sa source dans les Alpes Glaronaises, et après un parcours dirigé vers l'ouest se jette dans le lac de Walenstadt dans lequel elle devient un affluent de la Linth. Avant les travaux de correction de la Linth, cette dernière ne se jetait pas dans le lac mais quelques kilomètres en aval de celui-ci dans la Maag.

### Sources et bibliographie
- Daniel L. Vischer, Histoire de la protection contre les crues en Suisse, Rapports de l'OFEG (Office fédéral des eaux et de la géologie), 2003